# Jardim das Palmas
O Jardim das Palmas é um bairro da zona oeste da cidade de São Paulo, Brasil. Forma parte do distrito da cidade conhecido como Vila Sônia. Administrada pela Subprefeitura do Butantã. .
O bairro conta com 14 logradouros, segundo os Correios do Brasil.
A área fica próxima à Rodovia Régis Bittencourt e também perto do Cemitério da Paz, o primeiro a seguir o padrão de cemitério-jardim no Brasil. Foi inaugurado em 1965. . Além disso, fica ao lado da Secretaria do Verde e do Meio Ambiente de São Paulo, que fica à Rua Ministro Guimarães, 180.